# 加拿大郵政署長

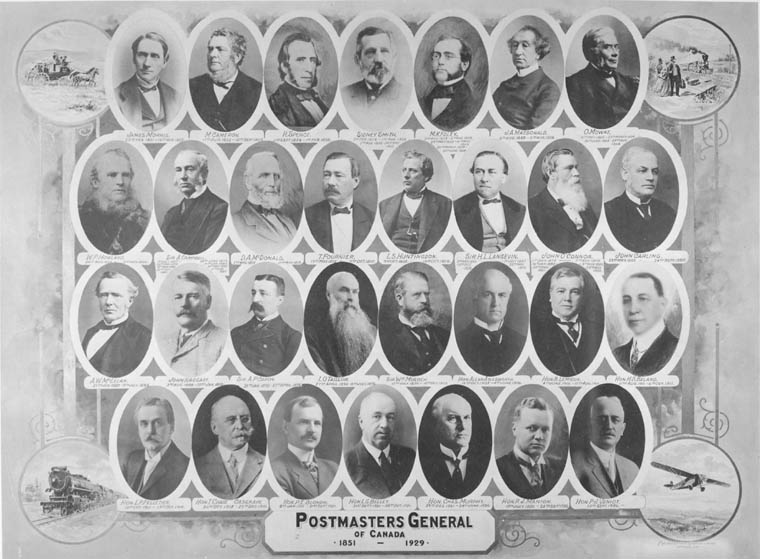
1851至1929年間歷任郵政署長

加拿大郵政署長（英語：Postmaster General of Canada），又譯加拿大郵政總監、加拿大郵政總長，曾是加拿大內閣負責郵政署的部長級官員。1851年，郵政局的管理權從皇家郵政移交予加拿大省、紐賓士域、紐芬蘭、諾華斯高沙及愛德華王子島省府，各省隨之設立各自的郵政司職位。1867年加拿大聯邦化後，除紐芬蘭外，上述省份郵政部門均新設同等職位以取代郵政司職位。1981年，聯邦郵政署長職位被廢除。

## 外部連結
- A Chronology of Canadian Postal History （页面存档备份，存于）